# Liste von Transformationen in der Mathematik
Der Begriff Transformation wird in der Mathematik in vielfacher Weise verwendet.

## Geometrische Transformationen

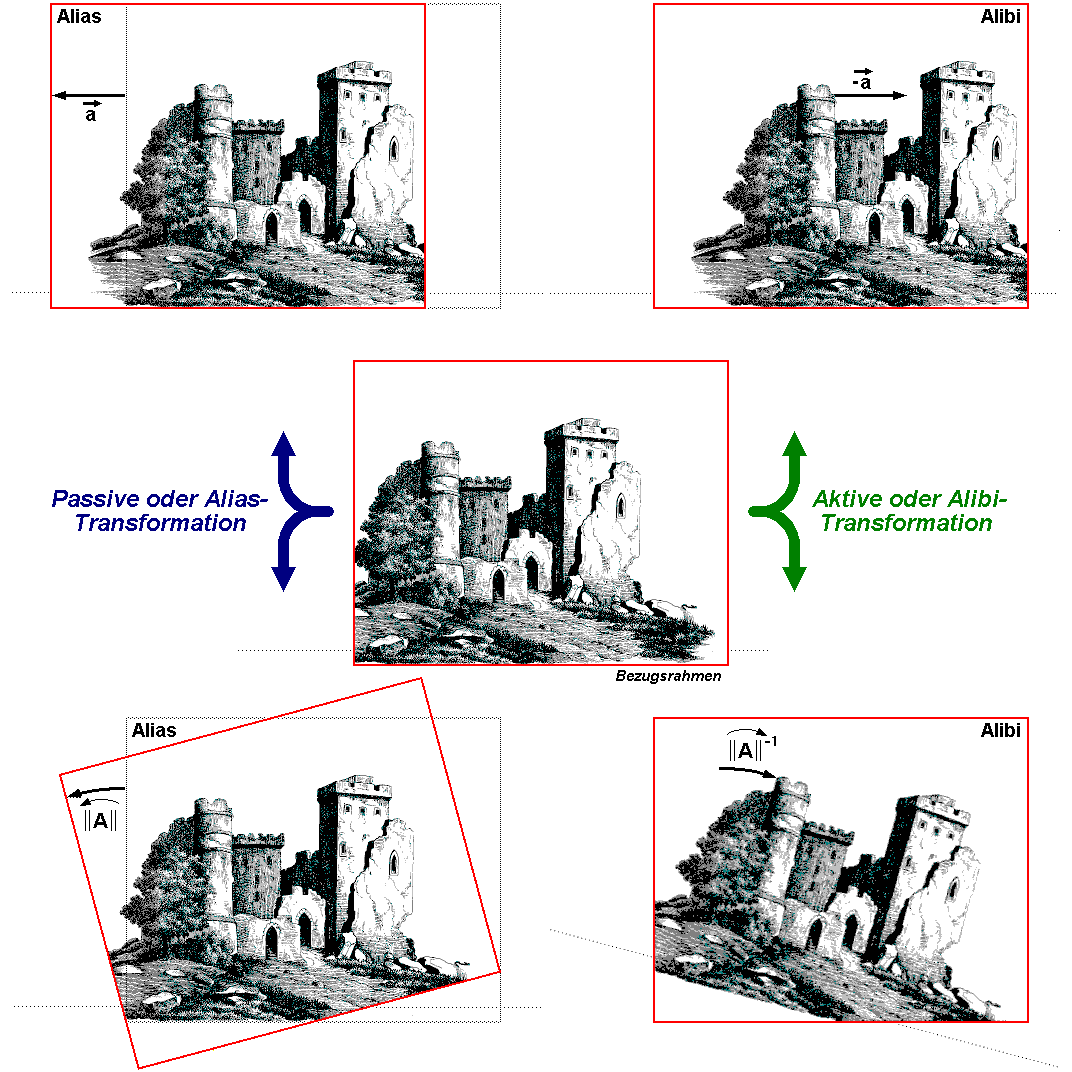
(Koordinaten-)Transformation bei als ruhend angenommenem Objekt (links) bzw. als ruhend angenommenem Koordinatensystem (rechts)

In der Geometrie versteht man unter dem Begriff Transformation die Bewegung einer Punktmenge (Objekt) im als ruhend gedachten Raum (bzw. gegenüber einem als ruhend angenommenen Koordinatensystem), im Englischen auch als aktive oder Alibi-Transformation bezeichnet. Typische Transformationen sind dabei:
- Verschiebung (Translation)
- Drehung (Rotation)
- Spiegelung
- Starre Bewegung (Hintereinanderausführung von Rotation und Translation)
- Isometrie (Hintereinanderausführung von Spiegelung, Rotation und Translation)
- Streckung (Zentrische Streckung)
- Ähnlichkeitsabbildung

## Koordinatentransformationen
Bei einer Koordinatentransformation werden Koordinaten eines Punktes oder einer Punktmenge (z. B. des Graphen einer Funktion) von einem Koordinatensystem in ein anderes übertragen. Formal gesehen ist dies der Übergang von einem Koordinatensystem mit den ursprünglichen Koordinaten {\displaystyle (x_{1},x_{2},\ldots ,x_{N})} zu einem zweiten mit den neuen Koordinaten {\displaystyle (x'_{1},x'_{2},\ldots ,x'_{N})}, im Englischen auch passive oder Alias-Transformation genannt. Typische Transformationsvorgänge sind:
- Verschiebung (Translation)
- Drehung (Rotation)
- Spiegelung
- Skalierung (Veränderung des Maßstabs)
- Scherung.

Wie die beiden Auflistungen von Transformationsbeispielen und auch nebenstehende Abbildung zeigen, kann dabei ein und dieselbe Transformation, z. B. Verschiebung oder Drehung, je nach Betrachtungsweise das eine Mal als geometrische, das andere Mal als Koordinatentransformation aufgefasst werden, was sich auch in der Art ihrer mathematischen Formulierung, z. B. der Verwendung der Transformationsmatrix {\displaystyle A} für die geometrische sowie der inversen Transformationsmatrix {\displaystyle A^{-1}} für die dazugehörige Koordinatentransformation (oder umgekehrt), widerspiegelt.

## Integraltransformationen
Bestimmte Integraloperatoren werden traditionell eher Integraltransformationen oder auch Frequenztransformationen genannt. Diese Operatoren sind oftmals invertierbar. Integraltransformationen sind spezielle Funktionaltransformationen.
- Fourier-Transformation
- Hankel-Transformation
- Hilbert-Transformation
- Kosinus-Transformation
- Kurzzeit-Fourier-Transformation
- Laplace-Transformation
- Mellin-Transformation
- Sinus-Transformation
- Radon-Transformation
- Wavelet-Transformation
- Zweiseitige Laplacetransformation

## Diskrete Transformationen
Mit Hilfe der Transformationen in dieser Liste können gewisse Integraltransformationen aus dem vorigen Abschnitt näherungsweise mit dem Computer berechnet werden. Für manche Integraltransformationen gibt es unterschiedliche Algorithmen diese in den Computer zu implementieren, die sich zum Beispiel in ihrer Geschwindigkeit unterscheiden.
- Bluestein-FFT-Algorithmus
- Diskrete Fouriertransformation (DFT)
  - Diskrete Kosinustransformation (DCT)
  - Diskrete Sinustransformation (DST)
  - Fouriertransformation für zeitdiskrete Signale
  - Modifizierte diskrete Kosinustransformation (MDCT)
  - Schnelle Fourier-Transformation (FFT)
- Diskrete Hartley-Transformation (DHT)
- Hadamard-Transformation
- Schnelle Wavelet-Transformation
  - Wavelet-Paket-Transformation
- Z-Transformation

## Statistik
- Standardisierung (Statistik) (auch z-Transformation)
- Zentrierung (Statistik)

## Sonstige Transformationen
- Natürliche Transformationen in der Kategorientheorie
- Folgentransformation in der Numerik
- Legendre-Transformation